# فابیان گیگر
فابیان گیگر (انگلیسی: Fabian Giger؛ زادهٔ ۱۸ ژوئیهٔ ۱۹۸۷ ‏(۳۷ سال)) دوچرخه‌سوار اهل سوئیس است.
وی در مسابقات کشوری و بین‌المللی در مجموع برندهٔ ۱ مدال طلا، ۲ مدال نقره، ۱ مدال برنز شده‌است.